# Terremoto de Qayen de 1997

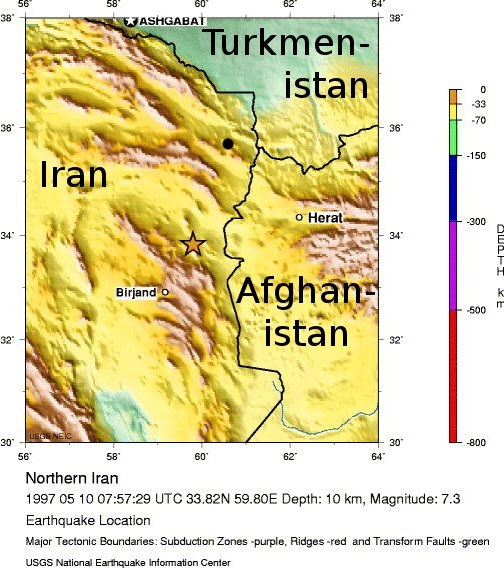
Región azotada por el terremoto de Qayen en 1997.

El 10 de mayo de 1997, el norte de la provincia de Jorasán en Irán fue alcanzado por un gran terremoto denominado Qayen, Ardekul o terremoto de Qayen. Fue el mayor en la región desde 1990, siendo su magnitud de 7.3 en la escala de magnitud de momento y su centro se ubicó aproximadamente a 270 km al sur de Mashhad en la villa de Ardekul. Fue el tercer terremoto que ese año causó daños severos, y devastó la región de Birjand–Qayen, matando 1,567 personas y hiriendo a más de 2,300. Este terremoto — que dejó sin techo a 50,000 personas y dañó o destruyó más de 15,000 casas — fue descrito como el más sanguinario de 1997 por el United States Geological Survey. Algunas de las 155 réplicas que se produjeron causaron destrucción y alejaron a los sobrevivientes. Posteriormente se descubrió que el terremoto causó una ruptura a lo largo de la falla que corre por debajo de la frontera entre Irán y Afganistán. 
El daño fue estimado en unos 100 millones de dólares norteamericanos, y numerosos países respondieron a la emergencia enviando frazadas, carpas, ropa y alimentos. También se enviaron equipos de rescate para ayudar a los voluntarios locales en la búsqueda y rescate de sobrevivientes atrapados debajo de los escombros. El grado de destrucción en la zona alrededor del epicentro del terremoto fue en ciertos puntos prácticamente total; esto se atribuyó al uso de prácticas de construcción inadecuadas, lo que ha originado el desarrollo de modificaciones en los códigos de construcción. Dado que en Irán una de cada 3,000 muertes es atribuible a terremotos, un experto ha sugerido que se debería lanzar un programa de reconstrucción que abarcara todo el país para proveer una solución a este problema para la salud pública.